# Hard Rock Cafe
Hard Rock Cafe es una cadena de restaurantes fundada en 1971 por Isaac Tigrett y Peter Morton. Todos los establecimientos están decorados con objetos de culto del rock como guitarras de grupos famosos, y mientras se sirve comida típica estadounidense, se visualizan videoclips de bandas pertenecientes al género.
Para 2018 Hard Rock Internacional tenía espacio en 74 país, incluyendo 172 bares o restaurantes -cafés, 37 hoteles y 11 casinos.

## Historia

### Expansión por todo el mundo

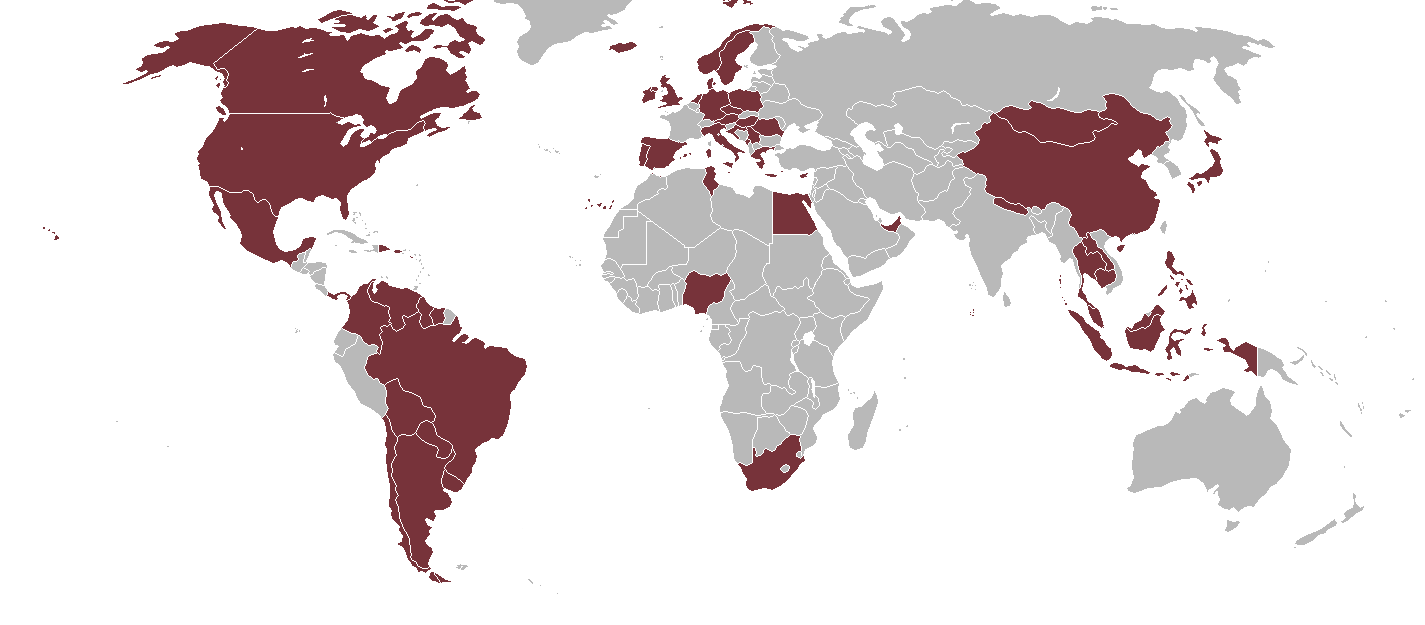
Hard Rock Cafe mapa mundial

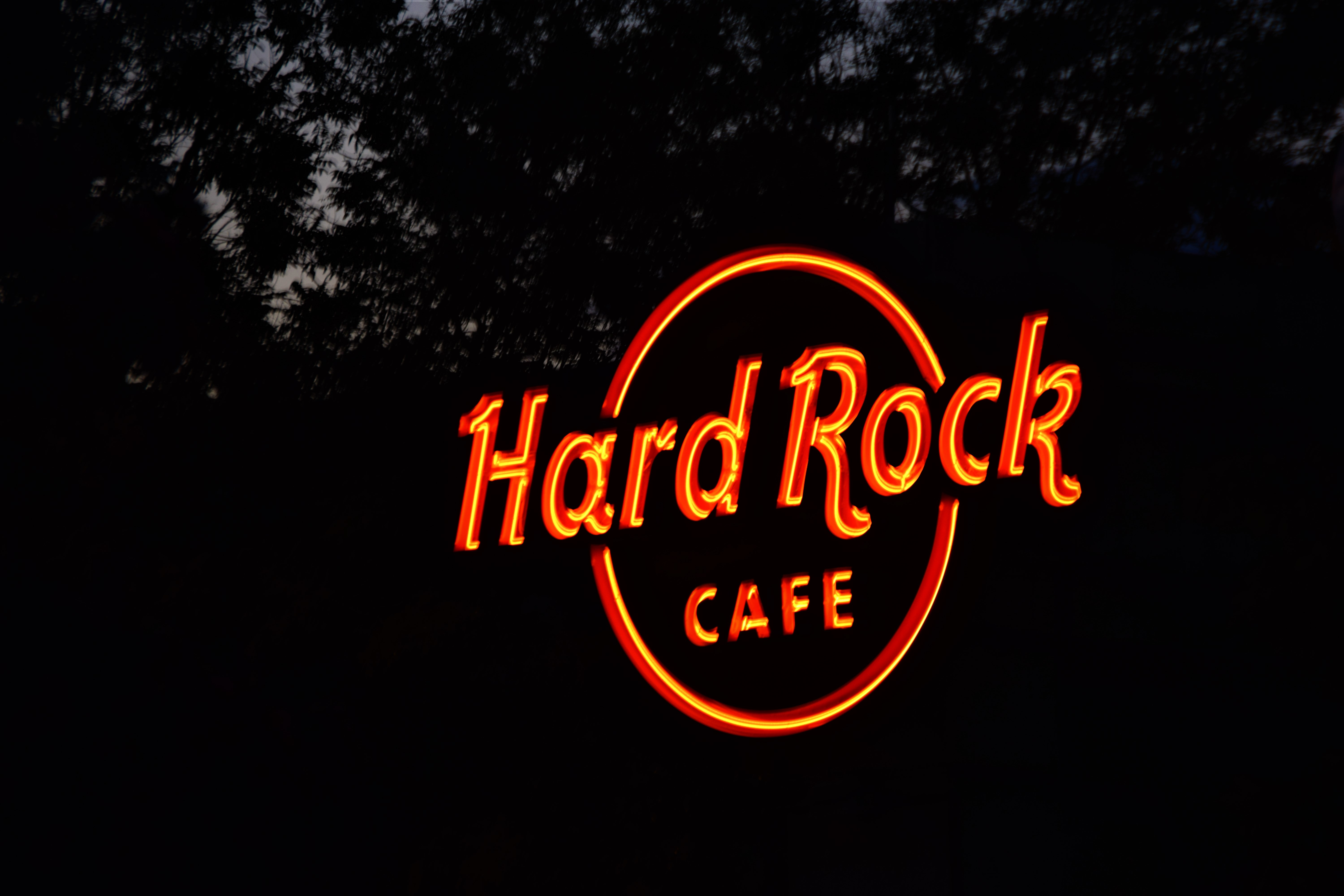
Cartel luminoso del restaurante Hard Rock de Madrid

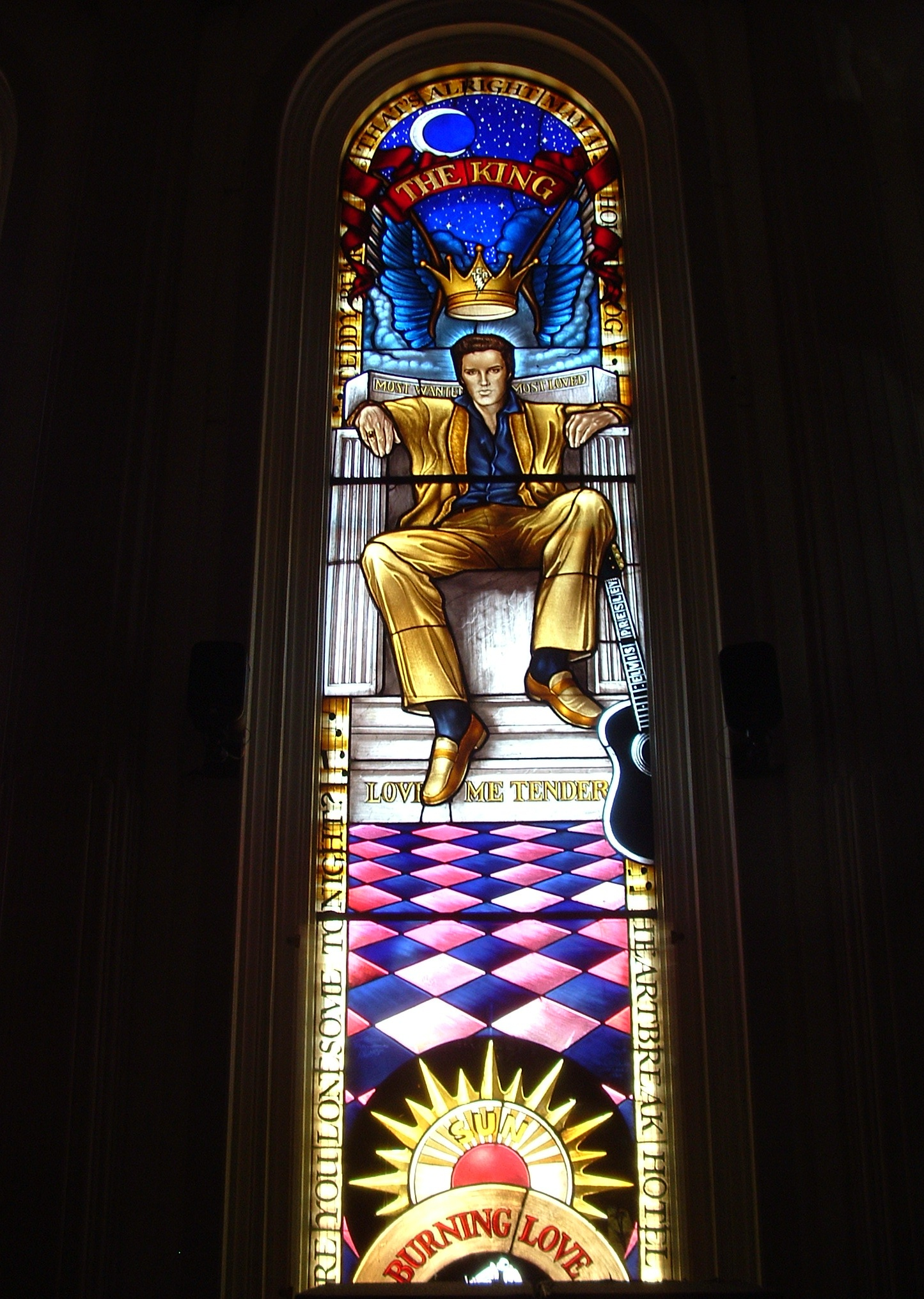
Vitral de Elvis Presley una imagen característica en los Hard Rock Café

La primera sucursal fue abierta junto al Hyde Park Corner en Londres. El café toma su nombre tras la publicación del disco "Morrison Hotel" de The Doors en 1970. Ocho años más tarde, en 1978, se abre en Toronto un segundo establecimiento. En 1982 comienza la expansión global del café por todo el mundo, incluyendo toda Europa, Norteamérica, Latinoamérica, Asia, Australia, el Caribe y algunos países de África. Progresivamente la cadena Hard Rock Café se ha instalado en las principales ciudades del mundo, convirtiéndose en un concurrido destino turístico al tiempo que se universalizaba la imagen de marca.
En 1990 la Rank Organisation (actualmente The Rank Group) adquiere los cafés regentados por Peter Morton y continúa expandiendo la marca, con más de 175 Hard Rock Cafés en 55 países. En 2007, Hard Rock fue vendido a la Tribu Seminole de la Florida, y tiene su sede en Orlando, Florida. En la actualidad, hay 175 lugares Hard Rock en 53 países con el más grande de Orlando.

### Expansión a otros negocios
La franquicia ha abierto también hoteles y casinos, incluyendo el Hard Rock Hotel & Casino de Las Vegas. En 2008 abrió sus puertas el Hard Rock Park, un parque temático en Carolina del Sur.[cita requerida]

## Inventario musical
El mobiliario que se encuentra en cada Hard Rock Cafe es quizá, más famoso que la propia comida. No solo se encuentran donaciones de músicos y compañías discográficas, sino que también hay adquisiciones de colecciones privadas. En 1979 comenzó la colección con la donación de una guitarra (Red Fender Lead II) por parte de Eric Clapton, que era un visitante asiduo del restaurante que hay en Londres. Pete Townshend de The Who continuó su camino, y a partir de aquí las donaciones han sido muy variadas hasta reunir la mayor colección de objetos de culto del rock del mundo.

## Críticas
En los últimos años la cadena ha recibido un gran número de críticas por la pérdida de su espíritu de apoyo en favor de la música independiente para pasar a convertirse en una cadena más comercial[cita requerida]. Se han desechado cierto tipo de videoclips, y al día de hoy se ha vuelto más fácil encontrar un video de artistas Pop modernos que de Rock clásico.